# نبرد نورادا
نبرد نورادا (به ژاپنی: 野良田の戦い) یکی از نبردهای دوره سنگوکو بود که بین نیروهای آزای ناگاماسا و روکاکو یوشیکاتا در سال ۱۵۶۰ رخ داد.